# Guillermo Rocamora
Guillermo Rocamora (nacido en 1981) es un director de cine uruguayo. Comenzó a trabajar como cineasta en 2004. Trabajó durante tres años en su debut como director, Solo, antes de su lanzamiento, en 2015. Es egresado de la Universidad de la República y también estudió en la Escuela Internacional de Cine y Televisión de Cuba.
En 2019, lanzó un documental sobre Mohammed Abdullah Taha Mattan, una de las seis personas que estuvieron recluidas en los centros de detención de Guantánamo durante una docena de años y a quienes se les concedió asilo político en Uruguay en 2014. Ese documental, La libertad es una palabra grande, ganó el premio al mejor documental en la Semana Internacional de Cine de Valladolid.

## Filmografía
- Solo (2008)
- BIEN VIAJE (2008)
- Libertad es una palabra grande (2019)
- Temas propios (2023)
- CROMAÑON(2024)
- AMIA (2025)